# 주변처리장치
주변처리장치(Peripheral Processor)는 입출력 제어기 또는 코프로세서와 같은 보조 처리 부품을 가리키며, 주 처리기의 속도 저하를 방지하기 위해 특수한 작업을 다룰 목적으로 설계되었다.